# Walt Disney Imagineering
Walt Disney Imagineering est une société créée en 1952 par Walt Disney avec des fonds personnels sous le nom WED Enterprises afin de concevoir et construire le parc de Disneyland. Elle est depuis devenue une filiale de la Walt Disney Company, dépendant de la division Walt Disney Parks and Resorts. WED sont les initiales de « Walter Elias Disney », le nom complet de Walt Disney.
Depuis, l'entreprise a conçu l'ensemble des parcs à thème Disney de par le monde ainsi que les alentours des parcs. Pour les resorts, Walt Disney Imagineering a été mis à contribution depuis les hôtels jusqu'aux panneaux d'indications routières en passant par les piscines ou les bus.
Certains projets de Walt Disney Imagineering ont été abandonnés tels que Disney's Mineral King Ski Resort, à Mineral King dans le parc national de Sequoia ou Disney's America près de Washington. Mais un des mots d'ordre est que « une idée ne meurt jamais ».
Ils ont aussi réalisé d'autres projets privés tels que le restaurant panoramique de l'aéroport international de Los Angeles (LAX), le premier monorail de Las Vegas ou quatre pavillons de la Foire internationale de New York 1964-1965.

## Historique

Ancien logo de Walt Disney Imagineering (1986–2012).

Le 16 décembre 1952 Walt Disney fonde les WED Enterprises avec des fonds personnels comme une société indépendante de Walt Disney Productions. Son premier président a été Bill Cottrell, ancien président de Retlaw Enterprises. L'augmentation des employés de Walt Disney Productions mais aussi de WED Entreprises tout au long des années 1950 oblige le studio à trouver de nouveaux espaces.

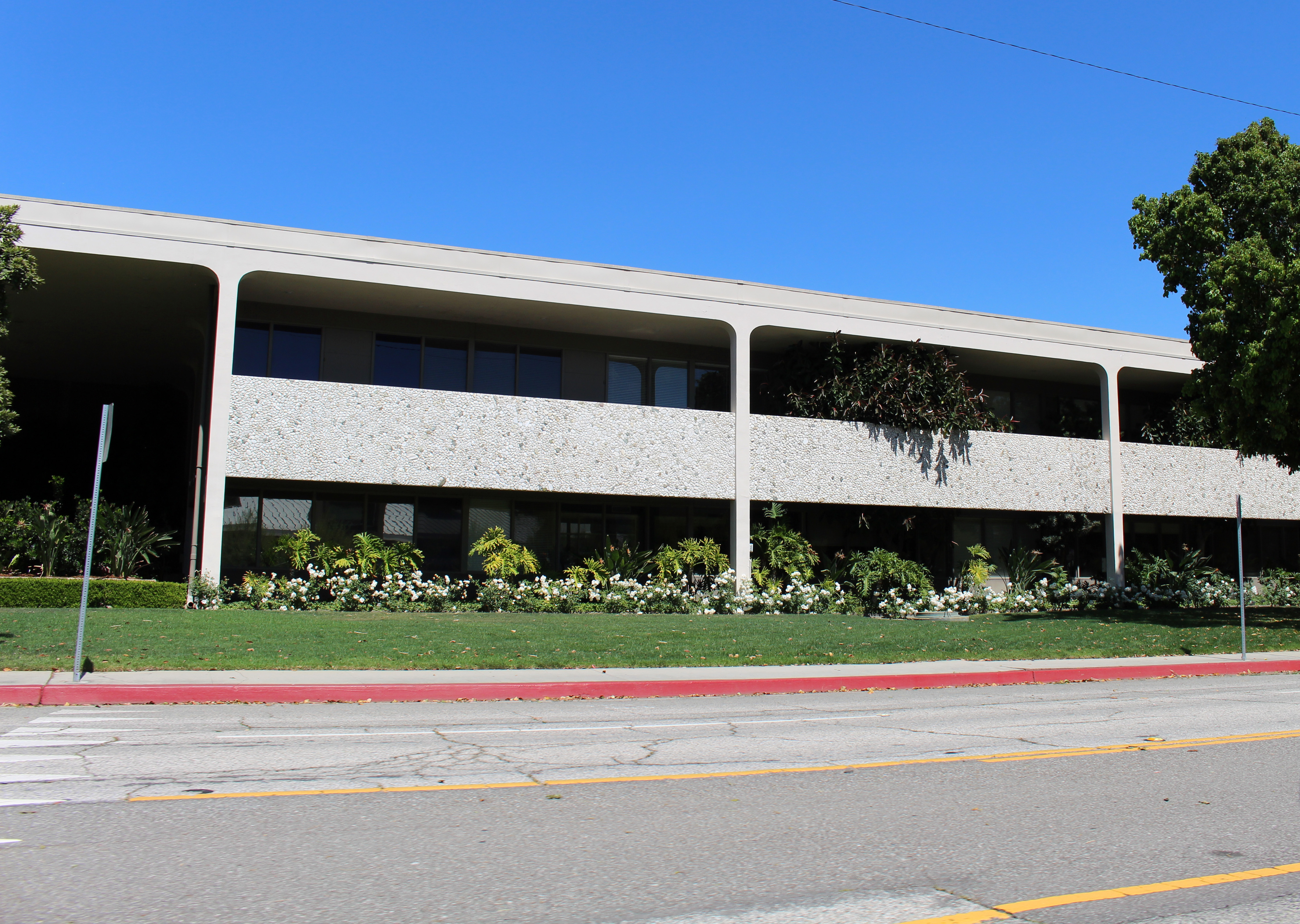
Le 1401 Flower Street siège de Walt Disney Imagineering depuis 1961.

En 1961, Walt Disney achète une parcelle de quelques hectares à Glendale pour installer la société dans des locaux plus grands. Elle est située près d'une autoroute qui la relie directement au siège social de Disney (à quelques kilomètres à l'ouest) et à Disneyland (au sud-est). WED Entreprises emménage dans ses nouveaux locaux en 1962.
En 1963 les ingénieurs des studios cinématographiques de Disney conçoivent des robots d'oiseaux pouvant bouger les ailes, la tête, le bec et la queue, synchronisés sur de la musique d'abord pour le film Mary Poppins (1964) puis pour l'attraction Enchanted Tiki Room de Disneyland. Ce sont les premiers représentants des audio-animatronics. Certains membres du service cinéma rejoignent alors WED Entreprises.
En 1964-65, WED Entreprises conçoit quatre attractions pour des pavillons de la foire internationale de New York.
Le 3 février 1965, Walt Disney Productions rachète WED Enterprises et en fait une filiale,. Fin 1966, à la mort de Walt Disney, l'entreprise fourmille de projets avec des attractions pour Disneyland, la première phase de Walt Disney World Resort, le projet Epcot, la station de ski Disney's Mineral King Ski Resort et les premières négociations pour un parc au Japon.
En 1980, Disney développa selon les conseils techniques et musicaux de Don Dorsey, le système informatique Mickey Track, gérant la coordination de la musique durant les parades.
En septembre 1984, la Disney Development Company est créé afin de concevoir, planifier, gérer et développer les propriétés immobilières de Disney non liées aux parcs à thèmes. Son activité provient en partie des activités d'Arvida Corporation, société achetée en mai 1984 par Disney pour 200 millions de dollars. L'achat par Disney était aussi motivé par la volonté de diluer l'action de Disney afin de contrer une tentative d'OPA de la part de Saul Steinberg. Après la fin des transactions financières ayant placé Michael Eisner à la tête de Disney, la société Arvida fut vendue en 1987 à la société JMB Realty Corporation pour 404 millions de dollars. Toutefois une partie des activités de gestion de projet et d'urbanisme a été conservé, ce qui amena à la création de Disney Development Company, dont le premier responsable a été Peter Rummell, ancien responsable chez Arvida.
En janvier 1986, le nom devient Walt Disney Imagineering (WDI) à la faveur de nombreux changements subis par la Walt Disney Company depuis 1984,.
En mai 1996 la société fusionne avec la Disney Development Company afin d'unir les services Disney de création, design, planification, immobilier et management de projets sous le seul nom de Walt Disney Imagineering,. Rummell devient le pdg de la nouvelle entité tandis que Marty Sklar devient le vice-pdg. Entre 1996 et 1999 Disney achète de nombreuses parcelles autour du siège de WDI à Glendale et lance ensuite le projet de Grand Central Creative Campus.
Le 27 août 2014, Disney dépose des brevets pour l'usage de drones hélicoptères appliqué aux attractions soutenant des écrans ou des éléments de marionnettes géantes mais aussi au sein de spectacles pyrotechniques. Le 12 septembre 2014, Disney annonce une attraction basée sur La Reine des neiges dans le pavillon de la Norvège à Epcot devant remplacer Maelstrom. Le même jour, Disney annonce un projet de nouvelles attractions Star Wars à Disneyland Paris.
Le 30 janvier 2015, Disney Parks and Resorts annonce la fermeture de son site de confection de costumes situé à Fullerton près de Disneyland à compter du 29 mai, avec le licenciement de 85 personnes et le transfert de l'activité en Floride à Walt Disney World Resort. Le 13 août 2015, Walt Disney Imagineering dévoile son usage de la réalité virtuelle dans la conception des attractions.
Le 15 janvier 2016, Bob Chapek nomme Bob Weis président de Walt Disney Imagineering,. Le 8 août 2016, Disney Imagineering confirme le licenciement de plusieurs employés quelques semaines après l'ouverture du complexe Shanghai Disney Resort,.
Le 20 juin 2017, Disney dépose un brevet pour un effet spécial permettant au visiteur de lancer et récupérer un bouclier comme Captain America. Le 22 octobre 2017, Disney Research et Walt Disney Imagineering présentent une technologie permettant à des aveugles de ressentir un feu d'artifice grâce à des jets d'eau projetés sur un écran flexible,. Le 5 janvier 2018, Disney dépose un brevet pour un véhicule de la taille d'un petit drone grimpant au mur potentiellement utilisable dans des attractions.
Le 2 mai 2019, l'United States Patent and Trademark Office publie un brevet déposé le 21 octobre 2017 par Disney Research pour de la peinture par drone, potentiellement pour sa division Walt Disney Imagineering.

## Les services
Walt Disney Imagineering est principalement implanté sur le site de Glendale où Disney possède une importante zone, ancienne friche industrielle qu'elle transforme en un campus créatif, le Grand Central Creative Campus.
- Situation : 34° 09′ 42″ N, 118° 17′ 21″ O

### Theme Park Productions
Theme Park Productions (TPP) est un service à part, lié à Walt Disney Imagineering, créé vers 1984 pour produire et tourner les films proposés dans certaines attractions des parcs. On peut noter les films suivants, :
- Reflections of China (2003)
- CinéMagique (2002)
- Ellen's Energy Adventure (1996)
- Honey, I Shrunk the Audience (1994)
- Circle of Life (tourné en 1994, présenté en 1995)
- From Time to Time (1992) plus connu sous les noms Visionarium et Timekeeper
- Cranium Command (1989)
- The Making of Me (1989)
- Portraits of Canada (1986) présenté dans l'attraction O Canada!

### Walt Disney Creative Entertainment
C'est une filiale créée en 2001 pour la production de spectacles destinés aux parcs Disney.

### MAPO
MAPO signifie Manufacturing And Production Organization mais avant tout MAry POppins, le film pour lequel cette division fut créée, en date du 23 juillet. C'est le service de conception technique, devenu une filiale en 1965. C'est un ensemble d'ingénieurs et de techniciens capables à l'origine de réaliser le premier audio-animatronic, un pinson pour Mary Poppins.
Mais depuis 1964, les capacités techniques furent grandement améliorées et ce service peut concevoir et (faire) construire depuis les lampes de Main Street aux audio-animatronics en passant par les voitures d'Autopia ou les différents trains. Les constructions sont réalisées par le service Tujunga.

### Tujunga
Tujunga est le nom d'une avenue située à North Hollywood, c'est une extension de MAPO pour les "grands objets" et aussi le service de construction. Il est situé au 6904 Tujunga Avenue 34° 11′ 47″ N, 118° 22′ 35″ O
Ainsi en 2004, le monorail orange de Disneyland y fut transporté pour être révisé et réhabilité.

### PICO
PICO signifie "Project Installation and Coordinating Office" et désigne un service de coordination des projets au sein de cette entreprise ainsi que de la gestion des équipes et entreprises nécessaires à la construction. Elle fut créée par Orlando Ferrante en 1996 sous l'impulsion de Paul Pressler.

## Parcs d'attractions de la Walt Disney Company

### Parcs de loisirs existants
- Disneyland Resort en Californie
  - Disneyland Park[36]
  - Disney California Adventure
  - Downtown Disney (zone commerciale)
  - 3 hôtels
- Walt Disney World Resort en Floride (surnommé Disneyworld)
  - Magic Kingdom
  - Epcot
  - Disney's Hollywood Studios (anciennement Disney-MGM Studios)
  - Disney's Animal Kingdom
  - Disney's Blizzard Beach (parc aquatique)
  - Disney's Typhoon Lagoon (parc aquatique)
  - Disney Springs (zone commerciale)
  - Disney's BoardWalk (zone commerciale)
  - 22 hôtels, 4 golfs, 2 golfs miniatures (dont un double)
- Disneyland Paris (anciennement Euro Disney Resort et Disneyland Resort Paris)
  - Parc Disneyland[37](anciennement Euro Disneyland)
  - Parc Walt Disney Studios
  - Disney Village (zone commerciale)
  - 6 hôtels Disney, 1 camping Disney, 4 hôtels partenaires, 1 golf
- Tokyo Disney Resort
  - Tokyo Disneyland
  - Tokyo DisneySea
  - Ikspiari zone commerciale
  - 4 hôtels Disney, 5 hôtels partenaires
- Hong Kong Disneyland Resort
  - Hong Kong Disneyland Park
  - 3 hôtels Disney
- Shanghai Disney Resort
  - Shanghai Disneyland
  - 2 hôtels Disney
- Séjours de la Walt Disney Company
  - Disney Cruise Line
  - Disney Vacation Club
  - Adventures by Disney

### Parcs non réalisés
La plupart sont des parcs mais d'autres projets d'envergure sont aussi listés.
- Disney's Mineral King Ski Resort[1], à Mineral King dans Yellowstone
- Disney's America à 100 km de Washington
- DisneySea à Long Beach
- WestCOT devait être à côté de Disneyland
- Le projet Disney's New Deuce (42e Rue) près de Times Square à New York
- Le parc aquatique Ragin' Cajun Lagoon  proposé à la fin des années 1990 pour Walt Disney World Resort et jamais construit. Il devait être situé à proximité du Disney's Port Orleans Resort
- Le parc aquatique Lava Lagoon  proposé pour Disneyland Paris au début des années 1990 et mis en suspens depuis 1994. Il devait prendre la forme d'un volcan.

### Projets d'attractions ou de zone thématique
- Western River Expedition
- Edison Square
- Discovery Bay
- Mickey's Movieland
- Discovery Mountain

### Le programme Living Characters
Le programme Living Characters est un concept lancé à la fin des années 1990 pour développer des nouveaux projets d'attractions plus interactives. La première étape a consisté à installer en 2002 au sein du Tomorrowland de Disneyland des téléphones avec au bout du fil le personnage de Stitch.
D'autres réalisations ont suivi :
- Lucky le dinosaure (2003)
- Turtle Talk with Crush (2004)
- Muppet Mobile Lab (2008)

### Quelques technologies
- Audio-animatronics
- Circle-Vision 360°
- Enhanced Motion Vehicle
- FastPass
- MAPO Flicker est le nom de l'effet simulant une torche ou une bougie allumée, développé par Roger Broggie[34]. Il est présent dans Pirates of Caribbean.
- Mickey Track
- Omnimover
- Pal Mickey
- Tickets Disney
- WEDWay

## Réalisation hors Disney
- Le Crest Theater situé à Westwood Village près de l'UCLA (Université de Los Angeles) fut rénové par les imagineers en 1987. Ce cinéma avait été acheté par la société Pacific Theaters en 1985. Ils signèrent un contrat avec la Walt Disney Company afin de rénover ce bâtiment art-déco et de pouvoir diffuser des productions de Disney. La collaboration dura jusqu'en 2002.
- La rénovation en 1991 du restaurant panoramique de l'aéroport international de Los Angeles (LAX), renommé The Encounter Restaurant et inauguré en décembre[39].
- La cérémonie d'ouverture et la scène des jeux olympiques d'hiver de 1960.
- Conception du musée du Johnson Space Center de la NASA à Houston ouvert en 1992.
- Rénovation de l'atrium, à titre de donation, de l'hôpital pour enfants Arnold Palmer Hospital situé dans le centre-ville d'Orlando[40],[41].

### Foire de New York 1964-1965
Les équipes de Disney réalisèrent quatre attractions pour la foire internationale de New York qui eut lieu entre 1964 et 1965 à Flushing Meadows dans le Queens :
- le Carousel of Progress de General Electric, un théâtre tournant autour d'une scène centrale présentant l'influence « positive » de l'électricité sur une famille américaine de 1880 à 1965. Le pavillon fut détruit et reconstruit à Disneyland.
- le Magic Skyway pour Ford au sein de la Ford Wonder Rotunda était une balade depuis la Préhistoire jusqu'au futur à bord d'un prototype de transport appelé WEDWay PeopleMover ou Omnimover et réutilisé pour la maison hantée. Les panneaux sur la Préhistoire furent réutilisés à Disneyland pour le train.
- Great Moments with Mr. Lincoln faisait partie du pavillon de l'état d'Illinois et présentait un robot parlant et « gesticulant » du célèbre président Abraham Lincoln. Le robot fut transporté à Disneyland.
- It's a Small World au sein du pavillon de l'Unicef sponsorisé par Pepsi-Cola  représentait un monde d'enfants sous la forme de poupées chantant la même ritournelle dans leur langue dans un décor stylisé de leur pays. Le final regroupe l'ensemble des enfants dans une tenue de fêtes blanche et scintillante. Cette attraction se trouve aujourd'hui à Disneyland elle a été reconstruite entièrement ici en 1966.
  - la chanson a été composée par les frères Sherman, auteurs, entre autres, de Mary Poppins (1964) et du Livre de la jungle (1967)
  - le décor est l'œuvre de l'artiste Disney Mary Blair.

## Les Imagineers
Les membres de cette filiale sont appelés Imagineers ou « imaginieurs » (si on francise le jeu de mots issu des termes "imaginaire" et "ingénieur"). Plus de 2 000 personnes rassemblant 140 corps de métiers participent à toutes les phases d'un projet. Ce sont des ingénieurs, scénaristes, paysagistes, peintres, horticulteurs, financiers, etc. qui ensemble conçoivent, dirigent et font perdurer les parcs à thèmes. Tous les métiers sont rassemblés sous le nom d'une seule discipline : l'imaginiérie (ou imagineering en anglais).

Les réalisations vont des éclairages (lampadaires du parc Disneyland) à la végétation et l'arbre géant (Tree of Life) du Disney's Animal Kingdom en passant par les monorails de Disneyland, Walt Disney World Resort ou Tokyo Disney Resort; ou les fameux audio-animatronics, des robots.
Voici quelques imagineers importants :
- Ken Anderson - ayant travaillé sur la plupart des attractions originales de Fantasyland à Disneyland
- Xavier Atencio - ayant travaillé sur Pirates of the Caribbean et Haunted Mansion
- Mary Blair - conception graphique de It's a Small World
- Roger E. Broggie - Conception technique du 'Disneyland Railroad, Disneyland Monorail et Matterhorn Bobsleds
- Harriet Burns - première femme Imagineer ; aidé à la conception des premiers audio-animatronics dont Enchanted Tiki Room et à la conception de The Plaza Inn
- Claude Coats - conception des décors de Pirates of the Caribbean, Haunted Mansion, Adventure Thru Inner Space, If You Had Wings, et de nombreuses autres
- Marc Davis - conception des personnages de Jungle Cruise, Enchanted Tiki Room, Pirates of the Caribbean, Haunted Mansion, Carousel of Progress, et de nombreuses autres
- Blaine Gibson - Sculpteur en chef qui réalisa les visages des audio-nimatronics dont celle du Hall of Presidents
- Yale Gracey - Artistes d'effets spéciaux connu pour ses réalisations dans Haunted Mansion
- Bob Gurr - Conception des véhicules dont les Omnimovers
- John Hench - Conception des extérieurs de Space Mountain, et divers éléments pour Pirates of the Caribbean, Haunted Mansion, Spaceship Earth et EPCOT Center
- Richard Irvine - Planification et conception des attractions.
- Sammy McKim - Esquisses et travaux préparatoires pour les premières attractions de Disneyland dont Main Street, USA.
- Herbert Ryman - Travaux préparatoires pour Disneyland et nombreux projets.
- les Frères Sherman - compositeurs créateurs de nombreuses chansons d'attractions.
- Gordon Cooper, ancien astronaute et vice-président de la recherche et du développement de 1973 à 1975[42],[43].

Pour les autres : Catégorie:Imagineer

### Direction actuelles
Walt Disney Imagineering :
- President : Barbara Bouza
- Chief Creative Executive : Bruce Vaughn
- Chief Development and Delivery Executive : Craig Russell
- Senior Vice President of Walt Disney Imagineering and executive designer : Joe Rohde
- Senior Vice President, Creative Development : Tony Baxter
- Senior Vice President Creative development : Eric Jacobson
- Executive of Master Planning and Development : Wing Chao
- Executive Vice President, Senior Creative Executive : Tom Fitzgerald
- Executive Vice President, Imagineering Ambassador : Marty Sklar
- Executive of Master Planning and Development : Wing Chao
- Executive Vice President, Producer : Kathy Mangum
- Creative Vice President for Tokyo Disney Resort : Joe Lanzisero
- Senior Concept Writer : Kevin P. Rafferty
- Senior show Producer/Director : Kathy Rogers
- Senior Concept Designer : John Gritz
- Senior Concept Writer Creative Development : Michael Sprout
- Principal Creative Adviser : John Lasseter
- Principal Plastics Technician : Michael Traxler
- Principal Concept designer : Scot Drake
- Director and Chief of Sculpture : Valerie Edwards
- Show Writer Creative Development : David Fisher

Walt Disney Creative Entertainment :
- Creative Director and Vice President of Parades and Spectaculars : Steve Davison